# 3 июня
3 июня — 154-й день года (155-й в високосные годы) по григорианскому календарю.
До конца года остаётся 211 дней.
До 15 октября 1582 года — 3 июня по юлианскому календарю, с 15 октября 1582 года — 3 июня по григорианскому календарю.
В XX и XXI веках соответствует 21 мая по юлианскому календарю.

## Праздники и памятные дни
См. также: Категория:Праздники 3 июня

### Международные
- ООН — Всемирный день велосипеда[2] (2018).

### Национальные
- Австралия — День Мабо (1992);
- Намибия — День Намибийских вооружённых сил[3][4];
- США, Теннеси — День памяти конфедератов;
- Уганда — День мучеников (1964);
- Черногория — День независимости (2006).

### Религиозные
Православие
- Великорецкий крестный ход;
- празднование в честь Владимирской иконы Божией Матери (установлено в память спасения Москвы от нашествия Махмет-Гирея в 1521 г.);
- память равноапостольных царя Константина Великого (337) и матери его, святой царицы Елены (327);
- память благоверных князей Константина (Ярослава Святославича) (1129) и чад его, Михаила и Феодора, Муромских чудотворцев;
- обре́тение мощей блаженного Андрея Симбирского (Огородникова) (1998);
- память преподобного Кассиана грека, Угличского чудотворца (1504);
- память мученика Дмитрия Ивановича Угличского (ум. 1591)[7].
- Собор Карельских святых;
- Собор Симбирских святых;
- Собор Уфимских святых;
- Собор мучеников Холмских и Подляшских (переходящее празднование в 2018 году);
- празднование в честь икон Божией Матери:
  - Владимирская (Заоникиевская) (1588);
  - Владимирская (Ростовская);
  - Сырковская;
  - Владимирская (Красногорская, Черногорская) (1603);
  - Флорищевская;
  - Владимирская (Оранская) (1634);
  - «Умиление» Псково-Печерская (1524);
  - «Умягчение злых сердец» (переходящее празднование в 2018 году);
  - «Нерушимая Стена» (переходящее празднование в 2018 году).

### Именины
- Православные: Елена, Касьян, Кирилл, Константин, Михаил, Фёдор, Ярослав.

## События
См. также: Категория:События 3 июня

### До XIX века
- 1098 — взятие крестоносцами Антиохии.
- 1326 — между Новгородской республикой и королём Магнусом Эрикссоном подписан договор разграничивающий приграничные территории и устанавливающий свободу торговли.
- 1539 — Флорида объявлена территорией Испании.
- 1540 — Эрнандо де Сото первым из европейцев пересёк горы Аппалачи.
- 1571 — войско крымского хана Девлета I Гирея сожгло Москву.
- 1615 — в ходе Осакской кампании между войсками Сёгуната Токугава и войсками клана Тоётоми произошла битва при Домёдзи[англ.].
- 1621 — основана Голландская Вест-Индская компания, получившая монопольное право на освоение Северной и Южной Америки.
- 1784 — Аннаполис (штат Мэриленд) перестал быть столицей США.
- 1785 — француз Франсуа Бланшар продемонстрировал в Лондоне сконструированный им парашют для прыжков с воздушного шара, скинув в нём собаку с высоты 300 метров.
- 1789 — Александр Маккензи (Alexander Mackenzie) открыл реку Маккензи в Канаде.

### XIX век
- 1830 — чумной бунт в Севастополе.
- 1837 — под Лондоном открыт первый в мире ипподром для скачек с препятствиями.
- 1846 — США отвоевали у Мексики поселение Йерба-Буэна. В январе следующего года оно было переименовано в Сан-Франциско.
- 1869 — открыто движение на Курско-Харьковско-Азовской железной дороге.
- 1886 — по приказу правителя Уганды в Намгонго заживо сожгли 11 католических проповедников (ныне они стали католическими святыми — «угандийскими мучениками»).
- 1896 — подписан секретный договор, по которому Китай позволил России строить Китайско-Восточную железную дорогу.

### XX век
- 1905 — расстрел мирной демонстрации рабочих во время стачки на реке Талка в Иваново-Вознесенске.
- 1906 — в Петербурге вышел первый номер газеты «Украинский вестник»[8].
- 1910 — совершил свой первый полёт английский военный дирижабль. «Бета 1» — первый мягкий дирижабль, причаливший к причальной мачте и первый британский дирижабль с беспроволочным телеграфом на борту.
- 1917 — открыт I Всероссийский съезд Советов рабочих и солдатских депутатов.
- 1918 — Совнарком издал декрет «О национализации Третьяковской галереи».
- 1927
  - В Москве снесены Красные ворота.
  - В Греции принята новая конституция.
- 1930 — в Праге, во дворце «Радио», состоялся вечер, посвящённый памяти В. Маяковского, который закончился пением «Интернационала» и демонстрацией на Вацлавской площади.
- 1931 — в Великобритании телевидение Би-би-си провело прямую трансляцию финальных заездов со скачек «Дерби».
- 1932 — Эдуар Эррио занял пост главы правительства Франции.
- 1938 — Рейхстаг Германии принял постановление изъять все произведения «дегенеративного искусства» (абстракционистов, импрессионистов и т. д.).
- 1941 — из решения Политбюро ЦК ВКП(б) 3 июня 1941: «Разрешить Наркомвнешторгу из особых запасов произвести поставку в Германию во исполнение договора: меди 6000 тонн, никеля 1500 тонн, олова 500 тонн…».
- 1943 — началась операция «Беггар».
- 1946 — в Венгрии выпущены банкноты на сумму миллиард милпенге (миллиард миллиардов пенгё).
- 1950 — французская гималайская экспедиция, возглавляемая Морисом Эрцогом, впервые покорила горную вершину высотой более 8000 метров. На Аннапурну I взошли Эрцог и Луи Лашеналь.
- 1954 — в Сахаре обнаружена гробница древнеегипетского фараона Санхета (примерно 2570 год до н. э.).
- 1959 — Сингапур принял конституцию и стал самоуправляющимся.
- 1961 — начало двухдневных переговоров в Вене Н. С. Хрущёва и Джона Кеннеди.
- 1962 — катастрофа Boeing 707 в Париже. Погибли 130 человек — первая в истории катастрофа реактивного самолёта с более чем 100 погибшими.
- 1963 — Катастрофа DC-7 близ Александровского архипелага
- 1964 — дебют «The Rolling Stones» на американском телевидении в программе «Шоу Дина Мартина».
- 1965 — Эдвард Уайт стал первым американским астронавтом, вышедшим в открытый космос. Выход был совершён во время полёта на корабле «Джемини-4».
- 1966 — в китайском руководстве начата чистка с целью выявления «правых уклонистов».
- 1970 — американский биолог индийского происхождения Хар Гобинд Корана синтезировал первый искусственный ген.
- 1971 — на Балтийском заводе заложен атомный ледокол «Арктика».
- 1973 — катастрофа Ту-144 под Парижем.
- 1975 — Пеле подписал контракт на три года с нью-йоркским футбольным клубом «Нью-Йорк Космос».
- 1980 — вследствие сбоя компьютера, сообщившего о советском ядерном нападении, в США объявлена ядерная тревога. В течение десяти минут мир находился на краю ядерной войны.
- 1981 — папа римский Иоанн Павел II выписался из госпиталя после совершённого на него покушения.
- 1985 — Ватикан и Италия подписали договор о том, что католическая религия лишена статуса государственной в Италии.
- 1987 — в Канаде премьер-министр Малруни и премьер-министры 10 канадских провинций заключили в Мич-Лейке соглашение, в соответствии с которым Квебек получил особый статус. Соглашение должны были ратифицировать законодательные органы всех провинций.
- 1992 — в России создан Совет безопасности.
- 1998 — крушение ICE у Эшеде — крупнейшая железнодорожная катастрофа в истории современной Германии.

### XXI век
- 2004 — в брюссельском пригороде Уккел открылся самый глубокий в мире плавательный бассейн, названный в честь знаменитого жюль-верновского персонажа, «Немо 33» — его максимальная глубина составляет 34,5 метра. В 2014 г. его рекорд побил итальянский бассейн Y-40 Deep Joy глубиной 42,15 метров.
- 2006 — парламент Черногории провозгласил независимость страны.
- 2010 — Стартовал третий этап проекта Марс-500.
- 2012 — в пригороде Лагоса потерпел крушение самолёт McDonnell Douglas MD-83 компании Dana Air, погибли 159 человек.
- 2023 — начало массового отравления метанолом в России.

## Родились
См. также: Категория:Родившиеся 3 июня

### До XIX века
- 1537 — Жуан Мануэл (ум. 1554), инфант Португалии, отец короля Себастьяна.
- 1540 — Карл II (ум. 1590), эрцгерцог Австрийский, правитель Внутренней Австрии (с 1564).
- 1579 — Йенс Мунк (ум. 1628), норвержско-датский мореплаватель и исследователь.
- 1635 — Филипп Кино (ум. 1688), французский поэт, драматург и либреттист, член Французской академии.
- 1723 — Джованни Антонио Скополи (ум. 1788), австрийско-итальянский медик и естествоиспытатель.
- 1726 — Джеймс Хаттон (ум. 1797), шотландский естествоиспытатель, геолог, физик и химик.
- 1743 — Вильгельм I (ум. 1821), граф Ганау (1760—1785), ландграф Гессен-Касселя (с 1785), курфюрст Гессена (с 1803).
- 1761 — Генри Шрапнель (ум. 1842), английский изобретатель, придумавший артиллерийский снаряд с картечными пулями.
- 1770 — Мануэль Бельграно (ум. 1820), аргентинский адвокат, политик и генерал.
- 1796 — Михаил Дмитриев (ум. 1866), русский поэт, критик, переводчик, мемуарист.

### XIX век
- 1804 — Ричард Кобден (ум. 1865), английский экономист и политический реформатор, основатель теории свободной торговли.
- 1808 — Джефферсон Дэвис (ум. 1889), американский военный и политический деятель, первый и единственный президент Конфедеративных Штатов (1861—1865) во время Гражданской войны в США.
- 1817 — Клементина Орлеанская (ум. 1907), принцесса Саксен-Кобург-Готская, герцогиня Саксонская (с 1843), дочь короля Франции Луи-Филиппа I.
- 1843 — Климент Тимирязев (ум. 1920), ботаник-физиолог и естествоиспытатель, один из основоположников русской школы физиологии растений.Тимирязев

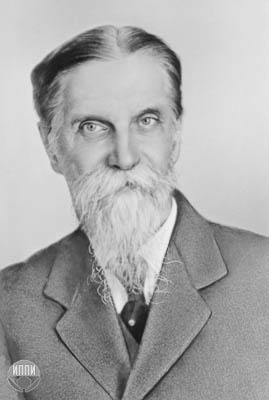
Тимирязев

- 1853 — Флиндерс Питри (ум. 1942), английский археолог; проводил исследования в Египте (Амарна, Негада).
- 1865 — Георг V (ум. 1936), король Великобритании (1910—1936).
- 1873 — Леонид Леонидов (наст. фамилия Вольфензон; ум. 1941), актёр МХАТа, режиссёр, педагог, народный артист СССР.
- 1876 — Николай Бурденко (ум. 1946), русский советский хирург, академик АН СССР, первый президент Академии медицинских наук СССР, основоположник советской нейрохирургии.
- 1877 — Рауль Дюфи (ум. 1953), французский художник-фовист.
- 1879
  - Алла Назимова (наст. имя Марем-Идес Левентон; ум. 1945), американская актриса театра и кино, продюсер и сценарист.
  - Вивиан Вудворд (ум. 1954), английский футболист.
  - Раймонд Пирл (ум. 1940), американский зоолог, один из основателей биометрии.
- 1881 — Михаил Ларионов (ум. 1964), русский живописец, график, театральный художник, теоретик искусства.
- 1882 — Иван Слонов (ум. 1945), театральный актёр, режиссёр, педагог, общественный деятель, народный артист РСФСР.
- 1885 — Яков Свердлов (ум. 1919), российский революционер, большевик, в 1917—1919 гг. председатель ВЦИК.
- 1893 — Вальтрауд Дрессель (ум. 1940), немецкая пловчиха, серебряный призёр Олимпийских Игр (1912).
- 1895 — Золтан Корда (ум. 1961), английский кинорежиссёр, сценарист («Книга джунглей», «Плачь, любимая страна» и др.).
- 1899 — Дьёрдь фон Бекеши (ум. 1972), венгерский и американский физик, лауреат Нобелевской премии (1961).

### XX век
- 1901 — Морис Эванс (ум. 1989), английский актёр театра, кино и телевидения.
- 1904 — Надежда Надеждина (ум. 1979), артистка балета, балетмейстер, хореограф, народная артистка СССР, создательница и художественный руководитель ансамбля «Берёзка».
- 1906
  - Жозефина Бейкер (наст. имя Фрида Джозефин Макдональд; ум. 1975), американская танцовщица и певица, темнокожая звезда парижского мюзик-холла «Фоли Бержер».
  - Сергей Герасимов (ум. 1985), кинорежиссёр, сценарист, киноактёр и педагог, народный артист СССР.
- 1908 — Борис Рыбаков (ум. 2001), русский советский археолог и историк-славяновед.
- 1909 — Эмма Цесарская (ум. 1990), киноактриса, заслуженная артистка РСФСР.
- 1910 — Полетт Годдар (урожд. Марион Полин Леви; ум. 1990), американская киноактриса.
- 1918 — Ирина Масленникова (ум. 2013), оперная певица (колоратурное сопрано), педагог, народная артистка РСФСР.
- 1922 — Ален Рене (ум. 2014), кинорежиссёр, сценарист, классик французского кинематографа.
- 1923 — Игорь Шафаревич (ум. 2017), советский и российский математик, философ, публицист, академик РАН.
- 1924 — Торстен Нильс Визель, шведский и американский врач-нейрофизиолог, лауреат Нобелевской премии (1981).
- 1925 — Тони Кёртис (настоящее имя Бернард Шварц; ум. 2010), американский киноактёр.
- 1926
  - Аллен Гинзберг (ум. 1997), американский поэт-битник, прозаик, журналист.
  - Константин Сытник (ум. 2017), советский и украинский биолог, академик АН Украины, политический деятель.
- 1927
  - Валерий Полевой (ум. 1986), украинский советский композитор.
  - Геннадий Полевой (ум. 2017), советский и украинский художник-график, публицист.
- 1928 — Константин Степанков (ум. 2004), советский и украинский актёр театра и кино, педагог, народный артист СССР.
- 1929
  - Вернер Арбер, швейцарский микробиолог и генетик, лауреат Нобелевской премии (1978).
  - Владимир Скуйбин (ум. 1963), советский кинорежиссёр и сценарист.
  - Билли Уильямс (ум. 2025), английский кинооператор. Лауреат премии «Оскар» за лучшую операторскую работу.
- 1930 — Вацлав Ворличек (ум. 2019), чешский кинорежиссёр и сценарист, комедиограф.
- 1931 — Рауль Кастро, кубинский революционер и государственный деятель, с 2011 г. лидер Компартии Кубы.
- 1933 — Андрей Сергеев (погиб в 1998), русский поэт, прозаик, переводчик.
- 1938 — Всеволод Шиловский, актёр театра и кино, кинорежиссёр, сценарист, педагог, народный артист РСФСР.
- 1941 — Александр Полынников, советский и российский кинооператор и режиссёр («Берегите женщин», «Обнажённая в шляпе», «Страсти по Анжелике» и др.).
- 1942 — Кёртис Мейфилд (ум. 1999), американский певец и музыкант.
- 1948 — Кейт Картер, выдающийся американский фотограф.
- 1950
  - Сьюзи Кватро, американская рок-музыкантша, автор песен, продюсер, актриса и радиоведущая.
  - Юрий Овчинников, советский фигурист-одиночник, бронзовый призёр чемпионата Европы (1975).
- 1952 — Юрий Скуратов, российский правовед, политик, бывший Генпрокурор РФ.
- 1953 — Лоалва Браз (убита в 2017), бразильская певица, солистка группы Kaoma, исполнительница хита Lambada.
- 1964 — Керри Кинг, американский гитарист, основатель трэш-метал-группы Slayer.
- 1967 — Тамаш Дарньи, венгерский пловец, 4-кратный олимпийский чемпион, многократный чемпион мира и Европы.
- 1970 — Петер Тэгтгрен, шведский музыкант-мультиинструменталист, композитор, режиссёр клипов (группы Hypocrisy, Pain).
- 1971
  - Регина Мянник, российская актриса театра и кино.
  - Марк Фейгин, российский юрист и политический деятель.
- 1974
  - Келли Джонс, певец, автор песен, гитарист и солист британской группы Stereophonics.
  - Сергей Ребров, украинский футболист и тренер.
  - Арианн Цукер, американская актриса и фотомодель.
- 1976 — Екатерина Скулкина, российская актриса и телеведущая.
- 1977 — Пётр Красилов, российский актёр театра и кино.
- 1980
  - Юлия Барановская, российская телеведущая.
  - Кэйдзи Судзуки, японский дзюдоист, олимпийский чемпион (2004), 4-кратный чемпион мира.
- 1982 — Елена Исинбаева, российская легкоатлетка, двукратная олимпийская чемпионка по прыжкам с шестом (2004, 2008), многократная чемпионка мира.
- 1986 — Рафаэль Надаль, испанский теннисист, многократный победитель турниров Большого шлема, двукратный олимпийский чемпион.
- 1987
  - Лалейн Вергара, американская певица и актриса.
  - Мишель Киган, английская актриса.
- 1988 — Мария Стадник, украинская и азербайджанская спортсменка, 4-кратный призёр Олимпийских игр по борьбе.
- 1989
  - Имоджен Путс, английская актриса и фотомодель.
  - Кэти Хофф, американская пловчиха, многократная чемпионка мира.
- 1990 — Скриптонит (наст. имя Адиль Жалелов), казахстанский рэп-исполнитель и музыкальный продюсер.
- 1992 — Марио Гётце, немецкий футболист, чемпион мира (2014).
- 1994
  - Вилле Покка, финский хоккеист, олимпийский чемпион (2022).
  - Энн Уинтерс, американская актриса.

## Скончались
См. также: Категория:Умершие 3 июня

### До XIX века
- 1657 — Уильям Гарвей (р. 1578), английский врач, физиолог и эмбриолог, основатель современной физиологии и эмбриологии.

### XIX век

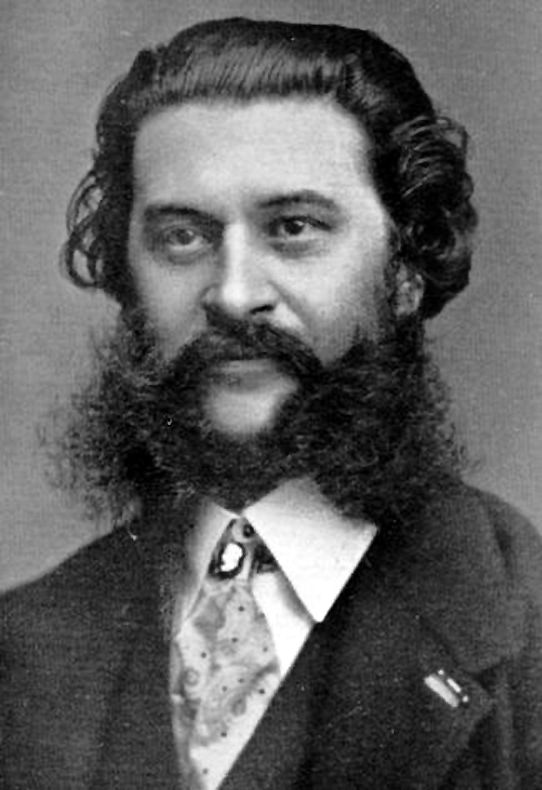
Штраус (сын)

- 1826 — Николай Карамзин (р. 1766), русский писатель, поэт и историк, автор «Истории государства Российского».
- 1869 — Джон Хобхаус, 1-й барон Бротон (р. 1786), британский политик и государственный деятель.
- 1875 — Жорж Бизе (р. 1838), французский композитор («Искатели жемчуга», «Кармен», «Джамиле» и др.).
- 1877 — Людвиг фон Кёхель (р. 1800), австрийский музыковед, писатель, композитор, ботаник.
- 1880 — Мария Александровна (р. 1824), российская императрица, супруга императора Александра II, мать императора Александра III.
- 1899 — Иоганн Штраус (сын) (р. 1825), австрийский композитор, дирижёр и скрипач, «король вальса».

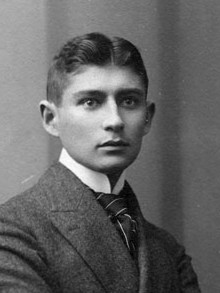
Кафка

### XX век
- 1922 — погиб Василий Чекрыгин (р. 1897), русский живописец и график.
- 1924 — Франц Кафка (р. 1883), чешский немецкоязычный писатель, философ.
- 1925 — Камиль Фламмарион (р. 1842), французский астроном и писатель, популяризатор астрономии.
- 1930 — Александр Богомазов (р. 1880), украинский советский художник, автор трактата «Живопись и Элементы».
- 1945 — Викентий Вересаев (наст. фамилия Смидович; р. 1867), русский советский писатель, переводчик, литературовед.
- 1946 — Михаил Калинин (р. 1875), советский государственный и партийный деятель.
- 1949 — Амадео Джаннини (р. 1870), американский банкир, основатель Банка Америки.
- 1963
  - Иоанн XXIII (в миру Анджело Джузеппе Ронкалли; р. 1881), 261-й Папа Римский (1958—1963).
  - Назым Хикмет (р. 1902), турецкий поэт, прозаик, сценарист, драматург.
- 1964 — Франс Эмиль Силланпяя (р. 1888), финский писатель, лауреат Нобелевской премии (1939).
- 1973 — Борис Петров (р. 1903), советский кинооператор.
- 1977
  - Роберто Росселлини (р. 1906), итальянский кинорежиссёр, муж Ингрид Бергман, отец Изабеллы Росселлини.
  - Арчибальд Хилл (р. 1886), британский физиолог, один из основоположников биофизики, лауреат Нобелевской премии (1922).
- 1987 — Андрес Сеговия (р. 1893), испанский гитарист и композитор.
- 1989 — Рухолла Мусави Хомейни (р. 1900), иранский политик, духовный лидер исламской революции.
- 1990 — Роберт Нойс (р. 1927), американский инженер, один из создателей интегральной схемы.
- 1991 — Ева Ле Гальенн (р. 1899), англо-американская актриса театра, кино и телевидения, сценарист.
- 1992 — Роберт Морли (р. 1908), английский актёр театра и кино, драматург, писатель, номинант на «Оскар».
- 1995 — Джон Преспер Экерт (р. 1919), американский инженер, изобретатель электронного компьютера.
- 1996 — Фердинанд Ляйтнер (р. 1912), немецкий дирижёр.
- 2000 — Владимир Библер (р. 1918), советский и российский философ, культуролог, автор концепции «Диалог культур».

### XXI век
- 2001 — Энтони Куинн (р. 1915), американский актёр, режиссёр театра и кино, обладатель двух «Оскаров».
- 2003 — Тамара Дерньятин (урожд. Тамара Храмова; р. 1926), финская певица русского происхождения.
- 2004 — Куортон (наст. имя Томас Форсберг; р. 1966), шведский музыкант-мультиинструменталист, основатель группы Bathory.
- 2008 — Григорий Романов (р. 1923), советский партийный и государственный деятель, в 1970—1983 первый секретарь Ленинградского обкома КПСС.
- 2009 — Коко Тейлор (наст. имя Кора Уолтон; р. 1928), американская певица, «Королева блюза».
- 2010 — Владимир Арнольд (р. 1937), советский и российский математик, педагог, академик РАН.
- 2011 — Джек Кеворкян (р. 1928), американский врач, популяризатор эвтаназии.
- 2014 — Святослав Бэлза (р. 1942), советский и российский музыковед, литературовед, критик, конферансье, телеведущий, народный артист РФ.
- 2016 — Мухаммед Али (урожд. Кассиус Марселлус Клей-младший; р. 1942), американский боксёр-профессионал, олимпийский чемпион (1960), абсолютный чемпион мира в тяжёлом весе (1964—1966, 1974—1978).
- 2018 — Леонид Неведомский (р. 1939), советский и российский актёр театра и кино, народный артист РФ.
- 2024
  - Бригитте Бирляйн (р. 1949), австрийский юрист, политический и государственный деятель, первая женщина федеральный канцлер Австрии (2019—2020).
  - Юрген Мольтман (р. 1926), немецкий протестантский теолог, представитель «теологии надежды».
  - Уильям Расселл (р. 1924), британский английский актёр.
- 2025
  - Евгений Дога (р. 1937), советский, молдавский и российский композитор, педагог и общественный деятель. Народный артист СССР (1987). Кавалер молдавского ордена Республики (1997).
  - Валерий Панов (урожд. Шульман; р. 1938), советский и израильский артист балета, балетный педагог и балетмейстер. Солист Михайловского (1957—1964) и Мариинского (1964—1972) театров, создатель и художественный руководитель театра «Театр-балет Панов Ашдод» (Израиль).

## Приметы
Еленин день
- Льносейка (леносейка), длинные льны, сей лён. Если ненастье, то и осень будет ненастной. Олены — ранние льны и поздние овсы.
- Олены — длинные льны, Елена-льняница. В этот день начинают сеять лён, ибо «посеешь на Олену лён, будут длинные льны».
- Льны — Олене, огурцы — Константину[9].